# Ludovica Malatesta de Monte Pòrzio
Ludovica Malatesta de Monte Pòrzio fou filla de Gaspar Malatesta de Monte Pòrzio. Va succeir al pare en les senyories de Monte Pòrzio Bernardovecchio, Busichio, Ghirardo y consenyories de Monleone, Calbana, Calbanella, Ginestreto e Secchiano i Castiglione. El 1430 va perdre Monte Pòrzio davant el seu parent Joan I Malatesta de San Mauro, però la va recuperar a canvi de renunciar a la seva quota de la senyoria de Castiglione. Va adquirir la senyoria de San Mauro el 1438. Es va casar amb Niccolò Montefeltro.